# Последният езичник
„Последният езичник“ е български игрален филм (исторически) от 1984 година на режисьора Борислав Шаралиев, по сценарий на Анжел Вагенщайн. Оператор е Венец Димитров. Музиката във филма е композирана от Веселин Николов. Художник на постановката е Мария Иванова. Художник на костюмите е доц. Николай Николов.
Филмът е съкратена версия на двулогията „Борис I“.

## Сюжет
Втората половина на ІХ век. Младият хан на българите Борис търпи поражения във войните със съседите си. По пътя на дипломацията той успява да запази териториалната цялост на България. Борис осъществява сливането на двете племена – българи и славяни, в единна държава. Той разбира, че това, което ще заздрави държавата му, е религията. Така се извършва знаменателното събитие – покръстването. Действията на Борис срещат упорита съпротива. Той избива 50 от най-знатните родове. Борис става последният български хан и първият български княз, като налага християнството в България. Княз Борис I достига и до друго прозрение – на държавата е необходим и единен език и писменост. Той приема радушно учениците на Кирил и Методий, създавайки Охридската и Преславската книжовни школи. В тях започват да се просвещават стотици хора. Когато вижда, че делото му няма да загине, той става монах, оставяйки на трона сина си Симеон.

## Актьорски състав
- Стефан Данаилов
- Борис Луканов
- Анета Петровска – Евпраксия, сестрата на Борис I
- Антоний Генов
- Венцислав Кисьов
- Коста Цонев
- Пламен Дончев
- Петър Петров – Ангеларий
- Иван Иванов
- Янина Кашева
- Адриана Петрова
- Ириней Константинов
- Кирил Варийски
- Георги Джубрилов – комит Владислав

## Награди
- Голяма награда „Златна роза“, (Варна, 1984).
- Награда за режисура, сценарий, операторска работа и сценофрагия на СБФД, (1985).